# Osamu Yamamoto
Osamu Yamamoto (山本おさむ, Yamamoto Osamu) est un mangaka japonais né le 16 février 1954 dans la préfecture de Nagasaki.

## Œuvres[1]
- Sayonara Lefty (Shogakukan)
- Aurora no Machi, 2 vol. (Shogakukan)
- Bokutachi no Shissô, 15 vol. (Futabasha, 1981-1985)
- Mugiao, 2 vol. (Futabasha, 1986)
- 8 Carat (1987)
- Haruka Naru Kôshien, 10 vol. (Futabasha, 1988-1990)
- Donguri no ie, 8 vol. (Shogakukan, 1993-)
- Pendako Paradise, 5 vol. (Futabasha, 1994)
- Coquille (Shogakukan, 1995)
- Satoshi, 9 vol. (Shogakukan, 2000-2002)
- Hey! Blues Man, 3 vol. (Kōdansha, 2003-2004)
- Tenjô no Gen, 10 vol. (Shogakukan, 2003-2006)
- Kyô mo Ii Tenki - Inaka Kurashi-hen (Futabasha)
Manga autobiographique paru en 2008 et 2009, d'abord dans le journal Shinbun Akahata, relatant l'adaptation à la vie rurale d'un auteur de bandes dessinées[2].
- Sobamon, 13 vol. (Shogakukan, 2008-)[3]
- Tsugaru - Dazai Osamu Tanpenshû (Shogakukan, 2011)
- Kyô mo Ii Tenki - Genpatsu Jiko-hen (Futabasha, 2012)
Manga autobiographique montrant comment la population d'un village de la préfecture de Fukushima vit les suites du désastre nucléaire de mars 2011 ; le ton est critique vis-à-vis du gouvernement[2], mais Yamamoto veut aussi montrer les efforts des agriculteurs de la Préfecture et défendre leurs produits en expliquant de façon nuancée et détaillée que la radioactivité et la contamination ne sont pas uniformes à travers toute la région[4].

## Œuvres parues en français
L'Orchestre des doigts (わが指のオーケストラ, Wagayubi no ōkesutora), 1991-1992 (4 volumes), histoire d’une école pour sourds-muets à Osaka en 1914, centrée sur le professeur Takahashi Kiyoshi, personnage qui a réellement existé.

## Prix
2013 - Prix spécial de l'Association des auteurs de bande dessinée japonais pour Kyô mo Ii Tenki - Genpatsu Jiko-hen.